# Hrvatski rukometni kup za muškarce 2011./12.
Hrvatski rukometni kup za muškarce za sezonu 2011./12. je deseti put zaredom osvojio Croatia osiguranje iz Zagreba.

## Rezultati

### Osmina završnice
| klub1             | rez.  | klub2                            |
| ----------------- | ----- | -------------------------------- |
| Spačva Vinkovci   | 23:37 | NEXE Našice                      |
| Moslavina Kutina  | 31:21 | Gorica (Velika Gorica)           |
| ZG Dubrava Zagreb | 30:29 | Dubrava Zagreb                   |
| Osijek            | 26:39 | Croatia osiguranje Zagreb        |
| Umag              | 30:32 | Siscia Sisak                     |
| Ivanska Bjelovar  | 31:35 | Bjelovar                         |
| Vidovec BIOS      | 29:37 | Zamet Rijeka                     |
| Split             | 32:33 | Marina Kaštela (Kaštel Gomilica) |

### Četvrtzavršnica
Igrano 11. travnja 2012.
| klub1                     | rez.  | klub2                            |
| ------------------------- | ----- | -------------------------------- |
| Croatia osiguranje Zagreb | 43:26 | Siscia Sisak                     |
| ZG Dubrava Zagreb         | 23:41 | NEXE Našice                      |
| Zamet Rijeka              | 33:28 | Bjelovar                         |
| Moslavina Kutina          | 24:23 | Marina Kaštela (Kaštel Gomilica) |

### Završni turnir
Igran u Poreču 5. i 6. svibnja 2012.
| klub1                     | rez.          | klub2                     |
| poluzavršnica             | poluzavršnica | poluzavršnica             |
| ------------------------- | ------------- | ------------------------- |
| NEXE Našice               | 28:35         | Zamet Rijeka              |
| Croatia osiguranje Zagreb | 39:24         | Moslavina Kutina          |
|                           |               |                           |
| za treće mjesto           |               |                           |
| NEXE Našice               | 40:30         | Moslavina Kutina          |
|                           |               |                           |
| za pobjednika             |               |                           |
| Zamet Rijeka              | 23:36         | Croatia osiguranje Zagreb |

## Poveznice
- Premijer liga 2011./12.
- 1. HRL 2011./12.
- 2. HRL 2011./12.
- 3. HRL 2011./12.
- 5. rang 2011./12.